# Claes Lagergren
Claes Eric Philip Frans Joseph Leo Lagergren (Asker, 20 ottobre 1853 – Roma, 13 febbraio 1930) è stato un collezionista d'arte e nobile svedese.

## Biografia

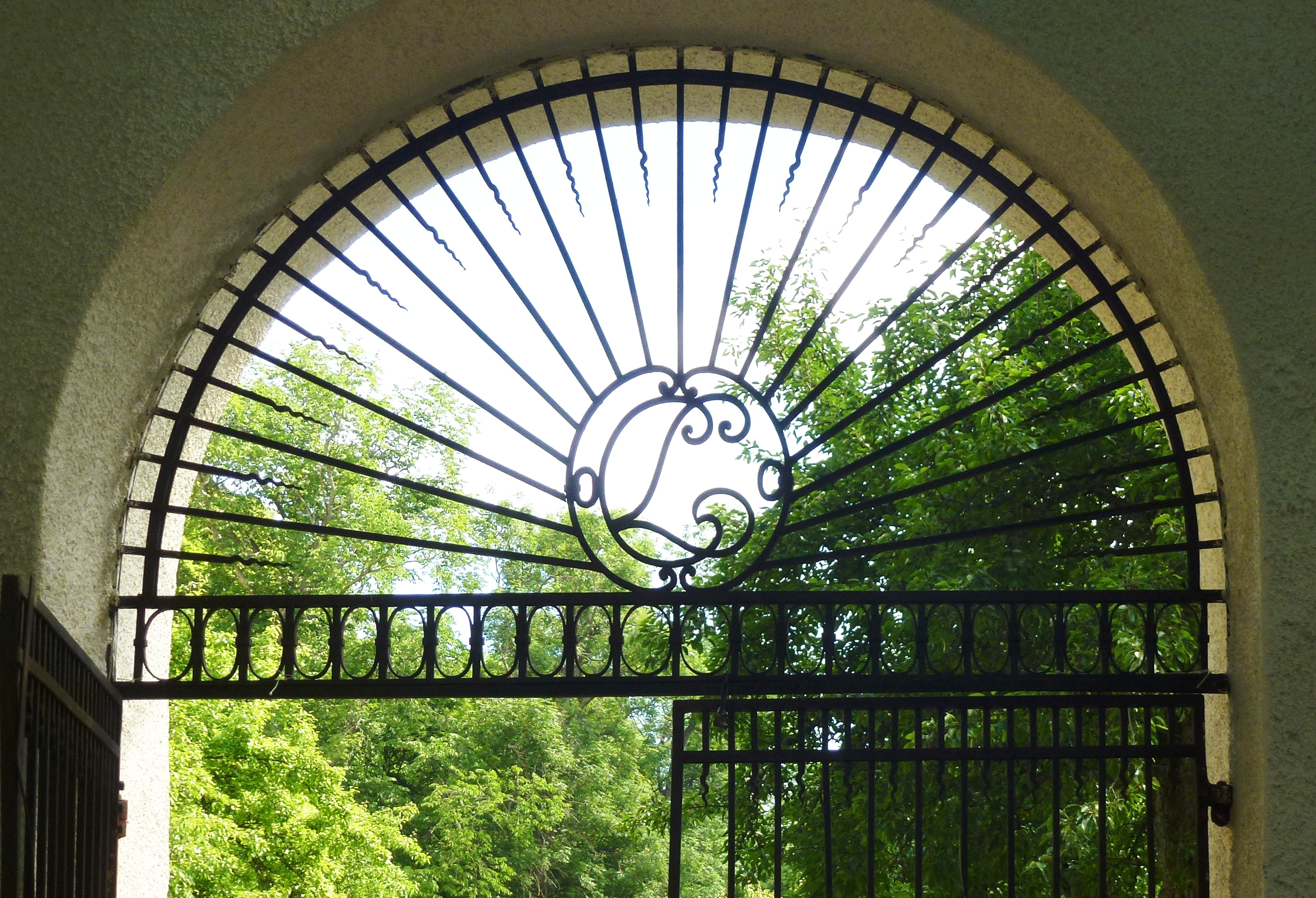
Iniziali di Lagergren sul cancello del castello di Tyresö.

Il Lagergren si convertì al cattolicesimo nel 1880 e fu nominato nel 1884 Cameriere Segreto di Spada e Cappa di Sua Santità, prestando servizio come ciambellano dei papi Leone XIII, Pio X, Benedetto XV e Pio XI.
Claes Lagergren (già nobile dai discendenti della famiglia Wasa) ottenne nel 1889 da papa Leone XIII il titolo nobiliare di marchese con diritto di trasmissione ereditaria in primogenitura. I suoi figli più giovani, Johan e Carl, ricevettero entrambi il 3 giugno 1904 la nobiltà col titolo di conte. Dal momento che il titolo di "marchese" è un grado di nobiltà non concesso dai re svedesi, Lagergren può dirsi ad oggi l'unico svedese ad aver ricevuto tale titolo.
Nel 1892 acquistò una residenza a Tyresö, che copriva quasi l'area dell'attuale municipalità. Il castello di Tyresö divenne la residenza privata della famiglia e, grazie all'operato dell'architetto Isaac Gustaf Clason, poté ricostruire il castello con uno stile romantico nazionale. Parti della tenuta divennero in seguito l'area cittadina di Brevik con ville estive destinate ad accogliere i ricchi aristocratici di Stoccolma. Dopo la sua morte e in accordo con la sua volontà, l'area del castello e del castello fu donata al Museo Nordico mentre il resto delle proprietà vennero stralciate per realizzare nuove costruzioni.

## Matrimonio e figli
Claes Lagergren sposò Caroline Alice Maria Beatrice Claudia Russell (1854-1919) il 6 maggio 1891 a Roma. La coppia ebbe tre figli:
- Claes Leo Lagergren (1892-1961), marchese, ciambellano pontificio.
- Johan Lagergren (1898-1975), conte, ciambellano pontificio.
- Carl Lagergren (1899-1931), conte.